# Edward C. Tolman
Edward Chace Tolman (Newton, Massachusetts, 1886. április 14. – Berkeley, Kalifornia, 1959. november 19.) amerikai pszichológus. A (neo)behaviorizmus egyik kiemelkedő egyénisége, a tanulás kognitív megközelítésének korai alakja, elsősorban a patkányok labirintusokban való tájékozódásának vizsgálatával vált híressé.

## Életútja
Edward C. Tolman 1886. április 14-én született a massachusettsi Newtonban egy vállalati igazgató és egy „melegszívű, szerető, de némely tekintetben puritán anya” gyermekeként, és a később híres fizikus, Richard C. Tolman testvéreként. Testvérét követte a Massechusetts Institute of Tecnology-ra, ahol 1911-ben szerezte meg a BA diplomáját elektrokémiából. William James hatására úgy döntött, hogy filozófus lesz, és beiratkozott a Harvard nyári egyetemére, ahol elvégezte Ralph Barton Perry filozófia, és Robert Yerkes pszichológia kurzusát. Ekkor belátta, hogy belőle nem lenne jó filozófus, „nem elég nagy szellem” hozzá. A pszichológia középútnak tűnt számára a tudományok és a filozófia között. Viszont a filozófia kurzus nagy hatással volt rá a későbbiekben: Tolman bevallotta, hogy Perry „fektette le benne a motiváció iránti érdeklődése alapjait.”
1911 őszén iratkozott be Tolman a Harvard Egyetemre, ahol a filozófiai és pszichológiai kurzusokat hallgatott. Yerkes összehasonlító pszichológia kurzusa megismertette vele Watson behaviorizmusát, és elképzelését, hogy a magatartás megfigyelése, és nem az introspekció a pszichológia valódi módszere. A harvardi első év utáni nyáron Tolman Németországba ment és a Gestalt-pszichológus Kurt Koffkánál tanult, ahol megismerkedett az alaklélektan alapjaival, ami befolyásolta őt későbbi munkája során. 1915-ben szerezte meg a PhD fokozatát a Harvard Egyetemen. Ezután tanári állást vállalt az Illinois-i Northwestern Egyetemen, de innen 1918-ban elbocsátották, bevallása szerint „a hadikorlátozások és a nem túl sikeres tanítás” következtében (4). Ezért 1918-ban Berkeley-be, a Kaliforniai Egyetemre került, és itt tanított pszichológiát egészen 1954-ig.
Munkásságát számos alkalommal elismerték. 1937-ben ő lett az APA (Americana Psychological Association) elnöke, 1949-ben az American Academy of Arts and Sciences tagjává választották, 1957-ben pedig meghívták a Kísérleti Pszichológusok Társaságába. Ezenkívül megkapta kiemelkedő tudományos munkásságáért az APA díját, és számos egyetem elismerését és tiszteletbeli címét.
A hidegháború alatt, McCarthy idejében Tolman vezette a Kaliforniai Egyetemen azoknak a táborát, akik megtagadták a hűségeskü aláírását. Nem azért nem írták alá az esküt, mert nem voltak hűségesek az Amerikai Egyesült Államokhoz, hanem mert szerintük az eskü megsértette a tudományos szabadságot. Állásfoglalásával sokat segített fiatal baloldali érzelmű kollégáinak. Amikor ki akarták rúgni, beperelte az egyetemet. 1955-ben a kaliforniai Legfelsőbb Bíróságon kimondták, hogy mindenkit vissza kell helyezni, aki megtagadta az aláírást. 1963-ban tiszteletére a Kaliforniai Egyetem Pedagógiai és Pszichológiai Karának új épületét róla nevezték el Berkeley „Tolman Hall”-jának.

## Tolman munkássága
Tolman leginkább a tanulás patkányokkal és útvesztőkkel történő vizsgálataival vált híressé. Módszereiben nem volt olyan radikális behaviorista, mint Burrhus Frederic Skinner. Viselkedéslélektani módszereket akart használni, hogy jobban megértse az emberek és állatok mentális folyamatait. Ezekkel a vizsgálatokkal főként Thorndike, Watson és Clark L. Hull tanuláselméleteit tesztelte. Tolman a morális behaviorizmus képviselője volt, azaz a magatartás és a környezet nagyobb egységeire (pl.: az élelem megtalálása, kijutás a dobozból) helyezte a hangsúlyt. Továbbá Tolman behaviorizmusát „célirányos behaviorizmusnak” is nevezik, mivel szerinte minden viselkedést egy cél elérése vezérel, motivál. Elméletét Purposive behavior in animals and men („Az állatok és az emberek célirányos viselkedése”) (1932) című könyvében írta le, amit a „fehér norvég patkányoknak” ajánlott. Tolman egyetértett Watsonnal abban, hogy a válasz megerősítése, következménye nem szükségszerű eleme a tanulás folyamatának, de Tolman, Watsonnal ellentétben elismerte, hogy a megerősítésnek fontos szerepe van a tanulás motiválásában.
Tolman megkülönböztette a tanulást a teljesítménytől és a kivitelezéstől, úgy gondolta, hogy a tanulás jutalom nélkül is végbemegy, de a jutalom motiválja az egyed tanulását, teljesítményét. Megkísérelte bebizonyítani, hogy az állatok képesek megtanulni tényeket a világról, amiket később rugalmas módon használnak, ahelyett, hogy egyszerű, környezeti ingerek által automatikusan kiváltott válaszokat tanulnának meg. Ezzel Tolman „S-S” („stimulus-stimulus”, „inger-inger”), nem a megerősítést hangsúlyozó elméletalkotóvá vált. Merített a Gestalt-pszichológiából, hogy amellett érveljen, hogy az állatok képesek megtanulni az ingerek közötti kapcsolatokat, és nincs szükségük a tanuláshoz semmilyen biológiailag szignifikáns eseményre. Ez az úgynevezett látens tanulás folyamata. Tolman riválisa, Clark L. Hull pedig a mechanisztikusabb „S-R” („stimulus-response”, „inger-válasz”), megerősítés-alapú tanulás nézetének képviselője volt. Arról vitáztak, hogy a patkányok a labirintusban az ingereket vagy a válaszokat tanulják-e meg.
Tolman a viselkedés célirányosságát hangsúlyozva próbálta úgy alakítani elméletét, hogy azzal megmagyarázza a célhoz vezető magatartás komplexitását. Egy cél elérése több úton keresztül történhet meg, és a kiválasztott utat, viselkedést befolyásolják az egyén, egyed kogníciói, a világról alkotott ismeretei. Ezzel Tolman elsőként ütött rést az addig merev „S-R” sémán a közbülső (interveniáló) változó fogalmával. A közbülső változók az inger, a külső környezet és a válasz, a viselkedés között helyezkednek el, egy részük esemény jellegű (pl.: valaminek az észlelése, vagy egy emlék felelevenítése), más részük pedig diszpozíciós jellegű (személyiségvonások).
Tolman vezette be 1948-ban a kognitív térkép fogalmát, amit szintén ilyen közbülső változónak tartott. A kognitív térkép az organizmus elképzelése arról, hogy hogyan épül fel a környezete. Tolman szerint a patkányok a labirintusokban nem a jobbra és balra fordulások sorrendjét tanulják meg, hanem a labirintus alaprajzának mentális reprezentációját alakítják ki a tanulás során. Egyik kísérletében a patkányok jutalom nélkül építették ki magukban a labirintus kognitív térképét, majd mikor már motiváltak voltak a teljesítményre, azaz jutalom várt rájuk, akkor képesek voltak azt felhasználni, és a rövidebb utat választották a több lehetséges út közül. Tolman kognitív térkép fogalmát a pszichológia szinte minden területén alkalmazzák.

## Tolman hatása
David Kretch írta azt, hogy „valójában Tolman és patkányai voltak azok, akik törekedtek, hogy visszaadják a pszichológiának a lelkét – belátásait, kognícióját és céljait (amit sokak szerint Watsonnal veszített el a pszichológia). És azt hiszem, hogy ez döntő szerepet játszott az amerikai pszichológiatörténet formálásában.” Továbbá Tolman munkássága „segített abban, hogy az állatkísérletek, a tanuláselmélet vagy éppenséggel a behaviorizmus az amerikai pszichológia éltető erejévé váljon.” Ezenkívül Tolman „kognitív behaviorizmusa” nagy hatást gyakorolt a kognitív pszichológiára, előkészítette számára a terepet. A kognitív pszichológia előfutáraként tartják számon Tolman kognitív tanulásfelfogását, ami az 1970-es évektől vált népszerűvé. Például Noam Chomsky saját maga előfutárának tartja Tolmant a belső reprezentáció fogalma miatt.
Tolman gondolatait és technikáit újra felfedezték a 20. század utolsó negyedében, amikor is az állatpszichológusok felbuzdultak az emberi kognitív pszichológusok sikerén, és megújították az állati kogníció tanulmányozását. A huszadik század közepén a három leghíresebb állati viselkedéssel foglalkozó pszichológus, Tolman, Hull és Skinner, közül kijelenthetjük, hogy Tolman öröksége a legelevenebb.
Tolman hatott a magyar pszichológiára is. Az 1930-as években járt is Magyarországon. Nagy hatással volt Kardos Lajosnak az állati emlékezéssel kapcsolatos munkásságára az 1960-as években.

## Főbb művei
- Tolman, E. C & Gleitman, H. (1949). Studies in spatial learning; place and response learning under different degrees of motivation. Journal of experimental psychology, 39 (5), 653–659. 1949 Oct, doi:10.1037/h0059317, PMID 15391108
- Tolman, E. C. (1949). There is more than one kind of learning. Psychological review, 56 (3), 144–155, 1949 May, doi:10.1037/h0055304, PMID 18128182
- Tolman, E. C. (1932). Purposive behavior in animals and men. New York: Century.
- Tolman, E. C. (1938). The determinants of behavior at a choice point. Psychological Review, 45, 1-41.
- Tolman, E. C. (1942). Drives towards war. New York: Appleton-Century-Crofts.
- Tolman, E. C. (1948). Cognitive maps in rats and men. Psychological Review, 55, 189-208.
- Tolman, E. C. (1951). Behavior and psychological man: essays in motivation and learning. Berkeley, Univ. of California Press.
- Tolman, E. C. (1955). Principles of performance. Psychological Review, 62(5), 315-326. doi: 10.1037/h0049079